# Nauener Platz (metrostation)
Nauener Platz is een station van de metro van Berlijn, gelegen onder het gelijknamige plein (kruising van Schulstraße / Reinickendorfer Straße) in het Berlijnse stadsdeel Wedding. Het metrostation werd geopend op 30 april 1976 en ligt aan lijn U9.
Op 28 augustus 1961, twee weken na de bouw van de Muur, vervoerde lijn G, de huidige U9, de eerste reizigers tussen de stations Leopoldplatz en Spichernstraße. De lijn creëerde een nieuwe verbinding tussen het dichtbevolkte noorden van de stad en het West-Berlijnse centrum dat rond de Kurfürstendamm en Bahnhof Zoo was ontstaan. In het eindpunt Leopoldplatz ontstond een overstapmogelijkheid op de deels over Oost-Berlijns grondgebied verlopende U6, die door de nieuwe verbinding minder kwetsbaar werd. Verdere verlenging van lijn G naar het noorden, om de U8 op dezelfde manier te versterken, behoorde al tot de plannen en zou spoedig volgen. De bouw van het anderhalve kilometer lange traject Leopoldplatz - Nauener Platz - Osloer Straße begon in 1973.
Station Nauener Platz werd zoals de meeste andere naoorlogse Berlijnse metrostations ontworpen door Rainer Rümmler. Het uiterlijk van het station weerspiegelt de typische jaren-70-stijl en vertoont overeenkomsten met het (eveneens door Rümmler ontworpen) station Rathaus Steglitz. De zuilen op het eilandperron hebben een bekleding van aluminium, destijds een populair materiaal bij de inrichting van de Berlijnse metrostations. De verlichting wordt verzorgd door grote cilindervormige lampen die deel uitmaken van de structuur van het dak. Rümmler maakte bij de kleurkeuze veelvuldig gebruik van associaties met de naam of locatie van het station. De rood-wit-blauwe wandbekleding van station Nauener Platz kan zowel verwijzen naar het stadswapen van Nauen als naar de Franse vlag; in het gedeelde Berlijn lag de Nauener Platz in de Franse sector.